# Arcadia (Nouveau-Brunswick)
Pour l’article homonyme, voir Arcadia.
Arcadia est un village du Nouveau-Brunswick au Canada, située dans le comté de Queens et rattachée à la région 11. Elle est créée le 1er janvier 2023

## Géographie
Le territoire de la municipalité s'étend sur 821 km2 du nord au sud le long du Grand Lac, du Jemseg et du Saint-Jean, à environ 50 km à l'est de Fredericton. Elle est divisée en six quartiers.

## Histoire
La municipalité d'Arcadia est créée le 1er janvier 2023 par la fusion des villages de Cambridge-Narrows et Gagetown, et par l'annexion des districts de services locaux (DSL) de paroisse de Cambridge, de la paroisse d'Hampstead, et d'Upper Gagetown, ainsi que des parties des DSL de paroisse de Canning et de la paroisse de Waterborough, dans le cadre de la réforme territoriale de la province.

## Démographie
La population est estimée à 3 700 habitants.

## Politique et administration
La municipalité est dirigée par un conseil municipal de sept membres, dont le maire, élus pour quatre ans. Les premières élections ont eu lieu le 28 novembre 2022.
| Période          | Période  | Identité        | Étiquette | Qualité |
| ---------------- | -------- | --------------- | --------- | ------- |
| 1er janvier 2023 | en cours | Derek Pleadwell |           |         |